# アメリカン・ファクトリー
『アメリカン・ファクトリー』（American Factory）は、スティーヴン・ボグナーとジュリア・ライカート監督による2019年のアメリカ合衆国のドキュメンタリー映画である。かつてゼネラルモーターズのプラントであり、現在は中国企業のフーヤオが所有するオハイオ州デイトン・モレーンの工場を題材としている。プレミア上映は2019年サンダンス映画祭が行われた。バラク・オバマとミシェル・オバマの製作会社であるハイヤー・グラウンド・プロダクションズの第1作であり、Netflixにより配信されている。

## 製作
撮影は2015年2月から2017年末まで行われ、ライカートとボグナーはフーヤオからオハイオ州と中国のプラントの両方の撮影許可を取った。彼らは2009年の短編ドキュメンタリー『The Last Truck: Closing of a GM Plant』で扱ったゼネラルモーターズが所有していたモレーン・アセンブリーと同じ場所の出来事であったために映画製作を決めた。

## 評価

### 批評家の反応
Rotten Tomatoesでは55件のレビューで支持率は96%、平均点は8.51/10となった。Metacriticでは20件のレビューで加重平均値は86/100と示された。
『ニューヨーク・マガジン』のデヴィッド・エデルスティンは「それは偉大で、広大で、深く人道的な作品で、怒りながらもその核心には共感する。私たちが知る労働世界が終焉へと向かい、そして機械の台頭へと動き出す」と評した。『インディワイア』のエリック・コーンは「アメリカと中国の産業の非互換性に関する魅力的な悲喜劇」と評した。

### 受賞とノミネート
| 映画祭・賞                         | 部門                                 | 候補                                                                                         | 結果 | 参照   |
| ---------------------------------- | ------------------------------------ | -------------------------------------------------------------------------------------------- | ---- | ------ |
| リバーラン国際映画祭               | ドキュメンタリー作品賞               | スティーヴン・ボグナー、ジュリア・ライカート                                                 | 受賞 | [ 8 ]  |
| ロサンゼルス映画批評家協会賞       | ドキュメンタリー映画賞               | 『アメリカン・ファクトリー』                                                                 | 受賞 | [ 9 ]  |
| ゴッサム・インディペンデント映画賞 | ドキュメンタリー映画賞               | スティーヴン・ボグナー、ジュリア・ライカート、ジェフ・ライカート、ジュリー・パーカー・ベネロ | 受賞 | [ 10 ] |
| アカデミー賞                       | アカデミー長編ドキュメンタリー映画賞 | スティーヴン・ボグナー、ジュリア・ライカート、ジェフ・ライカート                             | 受賞 |        |